# Contarinia zauschneriae
Contarinia zauschneriae är en tvåvingeart som först beskrevs av Ephraim Porter Felt 1912.  Contarinia zauschneriae ingår i släktet Contarinia och familjen gallmyggor. Inga underarter finns listade i Catalogue of Life.